# Gérard-Aimé
Gérard-Aimé (né Gérard Bois le 18 septembre 1943 à Valence où il est mort le 11 mai 2018) est un photographe professionnel français. Il a dirigé de 1973 à 1978 l'agence photo du quotidien Libération.

## Biographie
Gérard Bois qui signait la plupart de ses photos d'actualité du pseudonyme "Gérard-Aimé", est né le 18 septembre 1943 à Livron (Drôme),. Il est le fils d’un résistant.
Au lycée de Valence, il lutte contre la Guerre d’Algérie, dans les rangs de la Jeunesse communiste.
En 1965, il s’inscrit à la faculté d’Assas de Paris, où il milite à l’Union des étudiants communistes (UEC) puis rejoint l'université de Nanterre encore en chantier, où il est hébergé à la Résidence universitaire de Nanterre. Il fonde le club photo et commence à photographier le campus et le bidonville de Nanterre, puis rejoint les Jeunesses communistes révolutionnaires (JCR)  fondées en 1966.
Gérard Aimé devient le photographe d’Avant-Garde, le journal de l’organisation d'extrême-gauche.  
Il suit les manifestations contre la guerre menée par les Américains au Vietnam, en particulier le rassemblement anti-impérialiste de Berlin en février 1968.  
En mars 1968, il travaille comme pigiste pour l’agence APIS. Une amie le prévient que la tour administrative de la faculté de Nanterre va être occupée par un groupe d'étudiants. Il est le seul à photographier cette occupation qui donna naissance au Mouvement du 22 mars 68. 
Il publie ensuite ses photos le journal L'Idiot international créé par Jean-Edern Hallier puis dans la presse d’extrême-gauche, J’accuse, Rouge ou Vive la Révolution mais aussi de la gauche classique, dans Politique Hebdo, Tribune Socialiste (l’organe du Parti socialiste unifié), L’Unité, journal du Parti socialiste, ou encore Témoignage Chrétien.   
Grâce à Marc Kravetz, il est employé par le Magazine Littéraire de Jean-Jacques Brochier et effectue de nombreuses portraits d’écrivains : Jean-Paul Sartre, Michel Foucault, Françoise Sagan, Romain Gary.
Puis il participe à la fondation d'un collectif de photographes avec  le philosophe Michel Puech, Jean-Pierre Pappis, futur directeur de l’agence de presse Polaris à New-York, et Marc Semo, futur journaliste au quotidien Le Monde. Le collectif  a choisi un nom inspiré de La Chasse au Snark (en anglais : The Hunting of the Snark), sous-titré Une agonie en huit chants, texte de Lewis Caroll publié en 1876.
Le Boojum Consort se rapproche ensuite de l’Agence de Presse Libération (APL) et se fond dans la coopérative ouvrière de production Fotolib, première agence de photo du quotidien Libération, qui lui sous-traitera une partie de la couverture photo de grands feuilletons des années 1970, comme la grève chez Lip, la contestation du Larzac, le coup d’Etat de 1973 au Chili ou encore la Révolution des œillets au Portugal. 
Pendant plusieurs semaines, Gérard-Aimé négocie avec Serge July un accord de collaboration entre une dizaine de photographes et le quotidien. Il devient le président de Fotolib, de la création en septembre 1973 à la fermeture en 1978, l'année où le quotidien traverse de grosses difficultés financières. 
Il est ensuite secrétaire de rédaction du journal de la ville de Pantin. L'écrivain Patrick Fillioud dans son Roman vrai de mai 68 (a permis à ses photos d'être largement diffusées par l’agence Gamma-Rapho qui a repris les fonds d'images de Sygma qui a racheté Apis et de "La Compagnie des reporters". 
Gérard-Aimé meurt le 11 mai 2018 à Valence à l’âge de 74 ans.

## Publications
- Le roman vrai de mai 68, Patrick Fillioud et Gérard-Aimé, Lemieux Éditeur, 2016, 400 p.,  (ISBN 2373440571)
- Nanterre 1965-66-67-68 : Vers le mouvement du 22 mars, Jean-Pierre Duteuil, préface de Daniel Cohn-Bendit, photographies de Gérard-Aimé, Acratie, 1988, 250 p.,  (ISBN 978-2-37344-057-7)